# Швидкісний трамвай Сан-Дієго
Швидкісний трамвай Сан-Дієго (англ. San Diego Trolley) — система ліній легкорейкового транспорту в місті Сан-Дієго, Каліфорнія, США. Стала першою відкритою системою ЛРТ другого покоління в Сполучених Штатах після масового закриття трамвайних ліній у період 1930-х — 1950-х років. Особливістю системи є те, що деякі ділянки ліній вночі використовуються вантажними потягами.

## Історія
Перші електричні трамваї почали курсувати містом у 1891 році. Як і в переважній більшості міст США, мережа трамвайних ліній була ліквідована, не витримавши конкуренції автомобіля та автобуса, сталося це у 1949 році. Але вже у середині 1960-х мережа автобусних маршрутів виявилася нездатною надійно перевозити значну кількість пасажирів, це спонукало місцеву владу шукати шляхи вирішення проблеми. З кінця 1960-х по середину 1970-х обговорювалися різні проекти від відновлення звичайних трамвайних ліній, що коштувало приблизно 1,3 млрд доларів, до будівництва системи швидкісного метро за прикладом BART, що коштувало вже до 5 млрд. В кожного проекту були свої прихильники, одні вважали недостатньою пропускну спроможність трамвая, інші говорили про дуже велику для бюджету міста вартість будівництва метро. Консенсус був знайдений в ідеї будівництва системи ЛРТ, частково використовуючи наявні залізничні лінії. Перевагою проекту стало те, що ЛРТ здатна перевозити значно більшу кількість пасажирів, ніж трамвай, а будівництво коштує набагато менше, ніж спорудження ліній метро.
Початкова ділянка з 27,5 км відкрилася 19 липня 1981 року в безкоштовному режимі, знімання плати почалося 26 липня того ж року. У 2005 році була відкрита єдина в місті підземна станція «San Diego State University Transit Center». У 2012 році сталося переформатування маршрутів, у частини ліній змінилися кінцеві станції в центрі міста.

## Лінії
В місті три постійних лінії та ще одна нерегулярна туристична, всього на лініях 53 станції.
Блакитна лінія — має 24,8 км та 18 станцій. Починається на станції «America Plaza» в центрі міста та прямує на південь до району Сан-Ісідро. До переформатування північною кінцевою була станція «Old Town Transit Center».
Помаранчева лінія — має 29 км та 18 станцій. Починається на станції «Courthouse» в центрі міста, відкритої 29 квітня 2018 року, до цього часу лінія, як і Блакитна, починалася на «America Plaza». Нова західна кінцева станція була побудована, щоб розвантажити станцію «America Plaza». Після лінія прямує на схід до міста Ель-Кахон.
Зелена лінія — має 38 км та 27 станцій. Починається в центрі на станції «12th & Imperial Transit Center» та прямує спочатку на північ, потім повертає на захід у напрямку міста Ель-Кахон. В кінці свого маршруту лінія має декілька спільних станцій з помаранчевою лінією, але, на відміну від неї, проходить трохи далі на схід до станції «Santee Town Center».
Срібна лінія — на відміну від інших, працює за у свята, вихідні тощо, не має жодної власної станції, маршрут повністю прямує по так званій міській петлі довжиною 4,3 км у 9 станцій. Лінію обслуговують історичні трамваї, це робить її скоріше туристичною.

## Розвиток
У 2016 році почалося будівництво розширення Блакитної лінії на північ на 17,7 км, завершити яке планують у 2021 році. Після відкриття цієї ділянки маршрут Блакитної лінії не буде завершуватися в центрі, а проходитиме по існуючій ділянці Зеленої лінії до станції «Old Town Transit Center», після чого прямуватиме на північ по новій ділянці в складі 8 станцій. Вартість будівництва 2,1 млрд доларів.

## Галерея

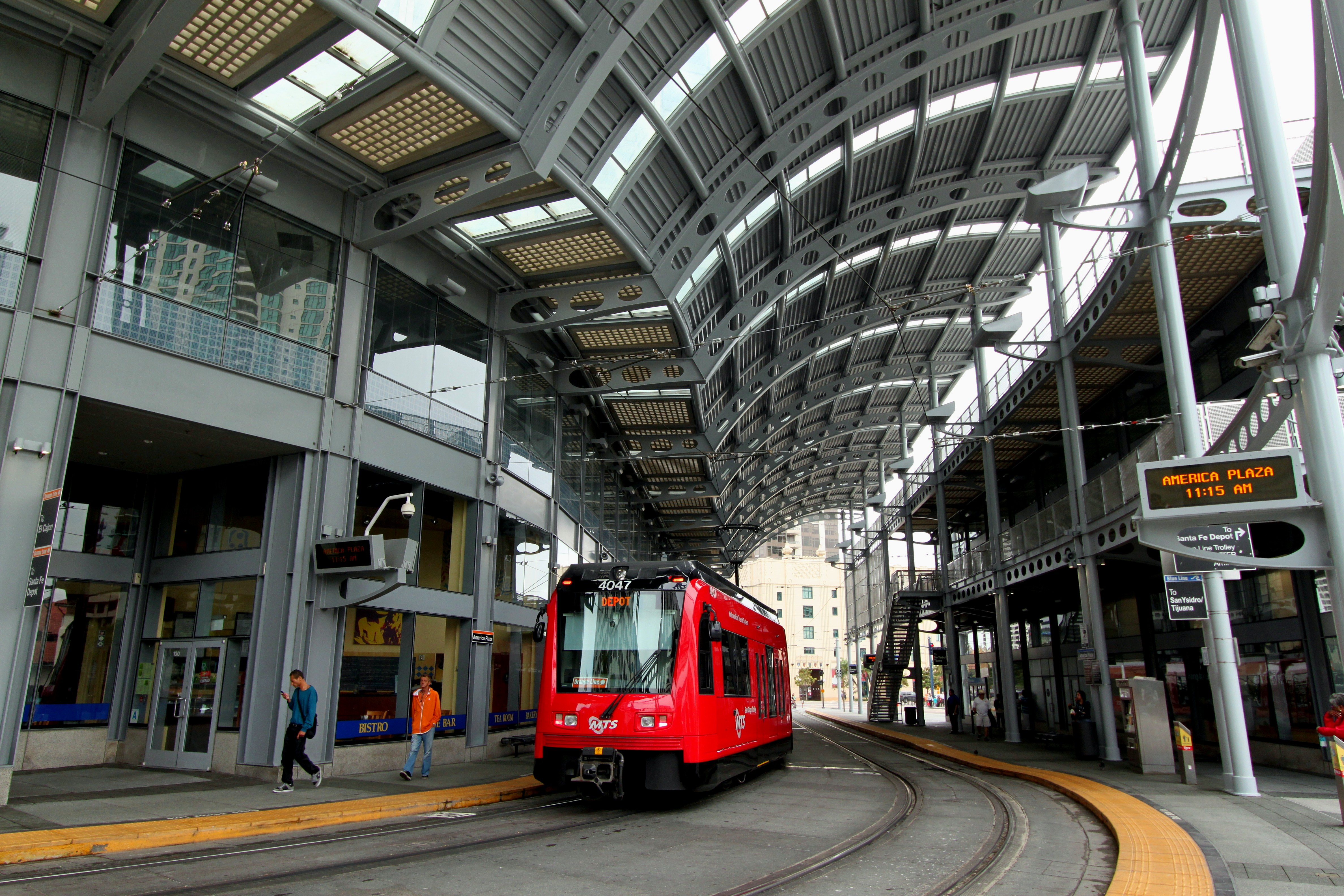
Станція «America Plaza»
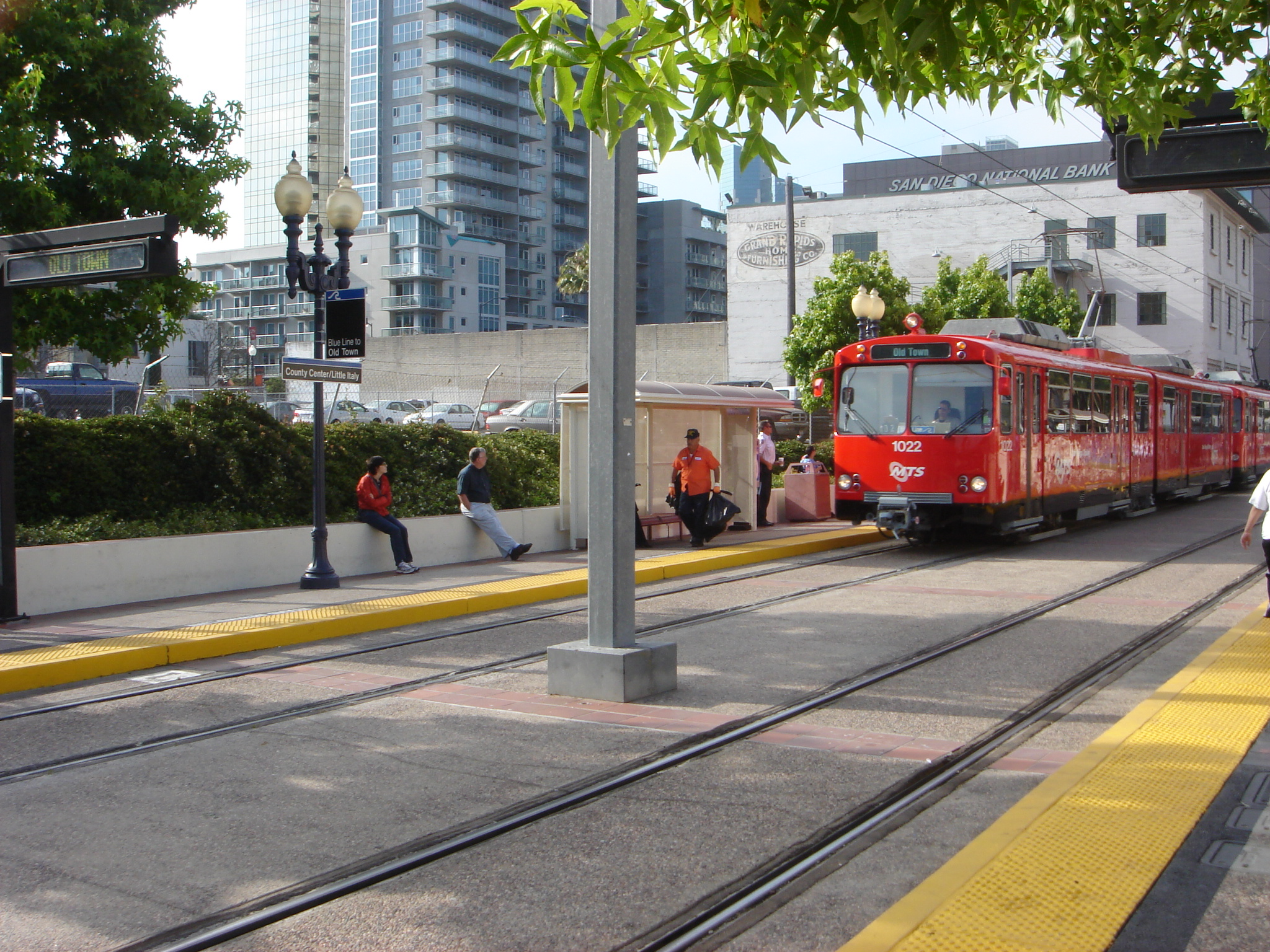
Потяг на станції «County Center/Little Italy»
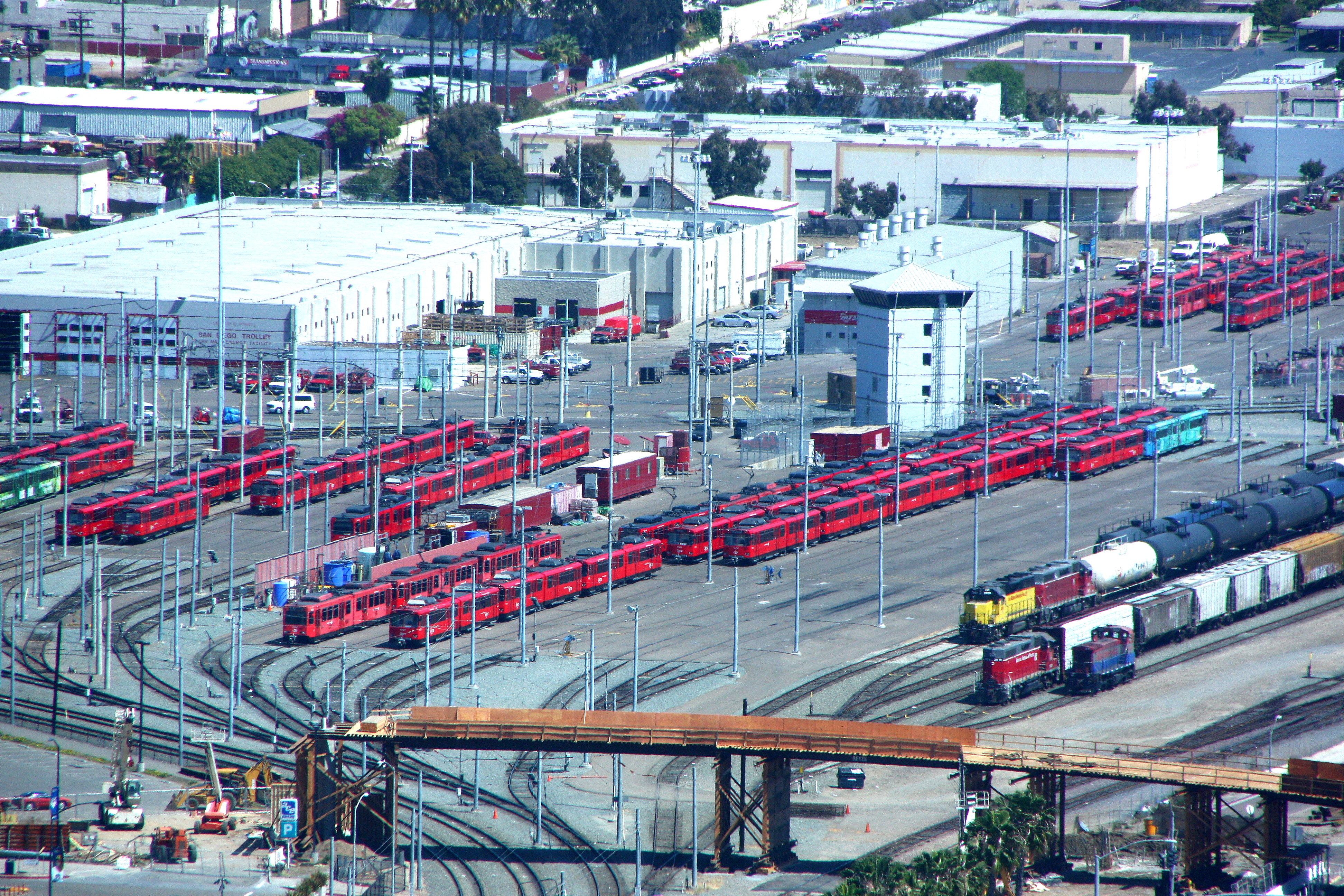
Трамвайне депо